# Buslijn 40 (Haaglanden)
Buslijn 40 is een voormalige buslijn in de Nederlandse regio Haaglanden. Er was sprake van twee lijnen: de eerste was van de HTM (1958-1966), de tweede werd geëxploiteerd door Connexxion van 2003 tot 2010.
Tussen Delft en Rotterdam rijdt eveneens een buslijn 40, maar deze valt buiten de concessie Haaglanden en wordt door de RET gereden.

## Historie

### HTM
De eerste buslijn 40 werd geëxploiteerd door de HTM en reed tussen station Leidschendam-Voorburg en de Koningskade in Den Haag. Deze lijn ging rijden met ingang van 11 mei 1958. Het was een van de drie lijnen (40, 41, 42) die de voormalige stadsdienst van de Blauwe Tram verving. Buslijn 40 was de kortste van de drie buslijnen. Omdat de Blauwe Tram geliefd was, achtte men drie buslijnen nodig om al die passagiers op te vangen. Maar veel tramreizigers wilden niet met de veel minder comfortabele bus, en lieten de drie lijnen links liggen.
Waar de Blauwe Tram via de Schenkstraat in Den Haag en de gehele Koningin Wilhelminalaan te Voorburg reed, volgden buslijn 40, 41 en 42 de (Haagse) Prinses Beatrixlaan/Adelheidstraat en de (Voorburgse) Van Arembergelaan en Laan van Nieuw Oost Einde. In Voorburg werd gekeerd via Rembrandtlaan, het Oosteinde, en de Parkweg.
In oktober 1966 werden in het kader van de derde fase van het plan Lehner de buslijnen 26 en 40 gecombineerd onder nummer 26, waarmee er een einde kwam aan lijn 40. Lijn 41 werd toen ook opgeheven, en lijn 42 was een jaar eerder al verdwenen wegens te weinig reizigers.

### Streeklijn
Pas 37 jaar later, in 2003, werd een tweede lijn 40 ingesteld. Connexxion werd de exploitant, en het traject was van Leidschendam Sint Antoniushove naar Den Haag Houtkade, in de nieuwbouwwijk Leidschenveen. In 2006 werd de route te Leidschendam verlegd naar de Dillenburgsingel. In 2010 werd de lijn weer opgeheven toen tramlijn 19 ging rijden.